# N’oubliez pas
N’oubliez pas – singiel francuskiej piosenkarki Lisy Angell napisany przez Michela Illouza, Laure Izon i Roberta Goldmana (ps. Moïse Albert) oraz wydany w styczniu 2015 roku nakładem wytwórni Sony Music.
Utwór reprezentował Francję w 60. Konkursie Piosenki Eurowizji organizowanym w 2015 roku w Wiedniu. Został zaprezentowany premierowo podczas koncertu upamiętniającego okres I wojny światowej, zaś swoją telewizyjną premierę miał 28 lutego podczas jednego z odcinków programu Le Grand Show.
23 maja utwór został zaprezentowany w finale Konkursu Piosenki Eurowizji jako drugi w kolejności i zajął ostatecznie przedostatnie, 25. miejsce z czterema punktami na koncie.